# Kanton Pleaux
Pleaux is een voormalig kanton van het Franse departement Cantal. Het kanton maakte deel uit van het arrondissement Mauriac. Het kanton is opgeheven bij decreet van 13 februari 2014, met uitwerking op 22 maart 2015.

## Gemeenten
Het kanton Pleaux omvatte de volgende gemeenten:
- Ally
- Barriac-les-Bosquets
- Brageac
- Chaussenac
- Escorailles
- Pleaux (hoofdplaats)
- Sainte-Eulalie
- Saint-Martin-Cantalès